# Demarcatielijn (Frankrijk)

Demarcatielijn in Frankrijk

De demarcatielijn in Frankrijk (Frans: Ligne de démarcation, Duits: Demarkationslinie) was de grens tussen het deel van Frankrijk dat door de Duitsers tijdens de eerste jaren van de Tweede Wereldoorlog bezet werd, en de nog niet bezette 'vrije zone', Vichy-Frankrijk. De demarcatielijn, met een lengte van ongeveer 1.200 km, bestond van 22 juni 1940 tot november 1942. Op 11 november 1942 bezetten de Duitsers ook Vichy-Frankrijk; na die bezetting bleef deze interne Franse grens toch nog bewaakt.
De ontsnappingslijnen van de Belgische en Nederlandse koeriers, Engelandvaarders en geallieerde, neergeschoten piloten liepen veelal via Parijs. Vandaar konden zij de westelijke route nemen, via Bordeaux,  Bayonne en Biarritz; dit was allemaal bezet gebied, maar het voordeel was dat ze tot Spanje geen grens meer hoefden over te steken. Anderen probeerden de kortere weg naar de vrije zone te nemen. Hiertoe moesten zij voorzichtig de zwaar bewaakte demarcatielijn oversteken; de rest besloot via Zwitserland te reizen.
Over een lengte van 120 km bestond de demarcatielijn uit de rivier Cher. Tussen Lillandry en Tours staat het kasteel van Chenonceau, dat deels is gebouwd op een brug over de Cher. Via dat kasteel kon men vanuit de noordzijde het vrije deel van Frankrijk bereiken. Toen dat niet meer mogelijk was, probeerde men de Cher over te zwemmen, zoals Engelandvaarders Jan Kooistra en Jan Steman, of met een vlot over te steken, zoals Engelandvaarder Jan Overvoorde.